# Botteghe Oscure (periodico)
Botteghe  Oscure è stata una rivista internazionale di letteratura pubblicata a Roma dal 1948 al 1959 con periodicità semestrale (primavera-autunno).

## Storia
La rivista prese il nome da via delle Botteghe Oscure, la strada di Roma dove si trova Palazzo Caetani, sede della redazione. Ne fu fondatrice la principessa Marguerite Caetani la quale aveva già diretto a Parigi dal 1924 al 1932 la rivista di letteratura trimestrale Commerce; redattore capo fu lo scrittore Giorgio Bassani, con la collaborazione temporanea di Ben Johnson (1954) e di Eugene Walter (1956-58). La rivista, di solito molto voluminosa (in media 500 pagine a fascicolo) presentava articoli in ben cinque lingue (italiano, francese, inglese e, a fascicoli alternati, tedesco e spagnolo). Dalle statistiche elaborate da Archibald MacLeish nel fascicolo XX della rivista (1958) si ricava che avevano collaborato fino ad allora a Botteghe Oscure 568 scrittori, di 20 diverse nazionalità e 5 lingue (il 50% degli articoli in lingua inglese; il 20% in italiano, il 20% in francese, 5% in tedesco e 5% in spagnolo).
Oltre al cosmopolitismo, caratteristica di Botteghe Oscure fu quella di far conoscere autori ancora poco noti. Sono stati pubblicati, per esempio, testi di Wystan Hugh Auden, Wallace Stevens, Dylan Thomas, Truman Capote, Marianne Moore, Octavio Paz, Günter Grass, Carlos Fuentes, Italo Calvino, Albert Camus, Mario Soldati, Tommaso Landolfi, Rocco Scotellaro, André Malraux, Franco Costabile. Fra le opere pubblicate per la prima volta sulla rivista basterà citare La veglia all'alba di James Agee, alcuni capitoli de Il Gattopardo di Giuseppe Tomasi di Lampedusa, Le ceneri di Gramsci e Picasso di Pier Paolo Pasolini, La speculazione edilizia di Italo Calvino, Beatrice Cenci di Alberto Moravia, Il mondo è una prigione di Guglielmo Petroni, La casa di via Valadier di Carlo Cassola, La giacca verde di Mario Soldati, Do not go gentle into that good night di Dylan Thomas e Henderson the Rain King di Saul Bellow.

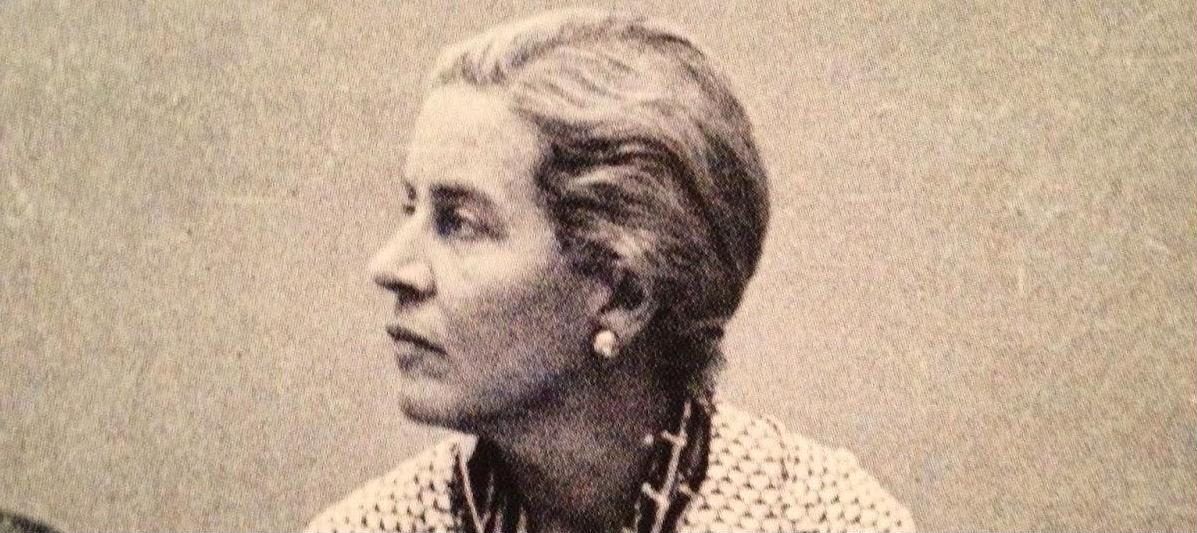
Marguerite Caetani

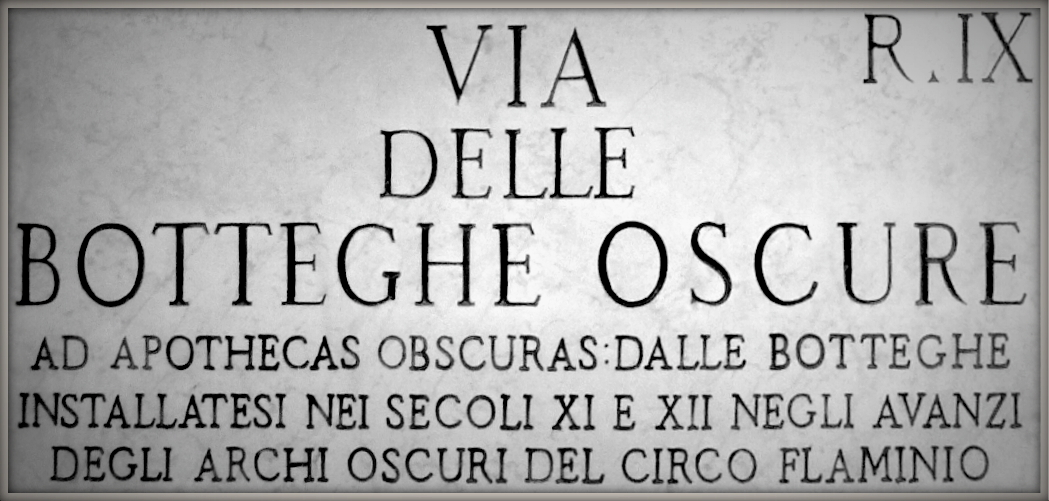